# Efeito de testagem
Efeito de testagem (testing effect) consiste no achado de que a memória de longo prazo é frequentemente melhorada quando o aprendiz, durante a aprendizagem, engaja parte de seu tempo na recuperação ativa da informação previamente estudada. No Brasil, esse efeito também é conhecido como efeito de teste (testing effect), efeito de prática de recuperação (retrieval practice effect) ou aprendizagem melhorada pela testagem (test-enhanced learning). Enquanto os termos anteriores são usados para se referir a um fenômeno mnemônico, os termos testagem (testing), realizar testes (taking a memory test), se engajar em prática de recuperação ou em prática de lembrar (retrieval practice) são usados para se referir aos comportamentos nos quais os aprendizes se engajam e que produzem esse fenômeno. Embora ambos os termos, efeito de testagem e efeito de prática de recuperação, sejam usados de maneira ampla e até mesmo intercambiável, alguns autores têm sugerido a ênfase nesta última expressão, uma vez que o termo efeito de testagem transmite a ideia errônea de que o efeito é decorrente de ter sido testado. Na verdade, testar a si mesmo por meio de quizzes, fazer resumo do conteúdo recém estudado sem acesso ao material original e ensaiar aquilo que aprendeu em frente ao espelho são diferentes maneiras de se engajar em prática de recuperação no dia a dia. Em todos esses exemplos, seriam esperados benefícios mnemônicos decorrentes da prática de recuperação, embora só o primeiro deles fizesse alusão explícita à testagem.
Deve-se distinguir o efeito de testagem de efeitos de prática mais gerais, comumente mencionados como ameaças à validade interna em pesquisas que envolvem múltiplas aplicações de uma mesma medida aos participantes da pesquisa. Efeitos de prática podem ser entendidos, com base no Dicionário de Psicologia da APA (2007), como "qualquer mudança ou melhoria que seja resultante de prática ou de repetição de itens da tarefa ou de atividades". Enquanto psicólogos que desenvolvem baterias de testes de personalidade e de inteligência almejam evitar os efeitos de prática, psicólogos cognitivos trabalham junto a educadores para compreender como obter vantagem dos testes—não apenas como uma ferramenta de avaliação do quanto os estudantes sabem, mas como uma ferramenta de promoção de maior aprendizagem.
Experimentalmente, o efeito de testagem tem sido demonstrado por meio de um procedimento de três fases. Na fase de estudo, os aprendizes são expostos a um material a ser aprendido, que pode variar em conteúdo, consistindo em listas de palavras, pares de palavras, conceitos científicos e suas definições ou mesmo textos contendo informações factuais. Posteriormente, na fase de prática, os aprendizes são adicionalmente reexpostos ao material. Em estudos entressujeitos, metade dos participantes costuma ser reexposta ao material na íntegra (grupo reestudo), enquanto a outra metade se engaja em prática de recuperação do material, em geral, por meio de algum tipo de teste criado pelo experimentador (grupo testagem). Em estudos intrassujeitos, o material é dividido em duas metades, aqui denominadas de A e B. Um conjunto de participantes reestuda a metade A e se engaja em prática de recuperação da metade B, enquanto o conjunto restante reestuda a metade B e se engaja em prática de recuperação da metade A. Por fim, após um dado intervalo de retenção, na fase de teste final, todos os participantes realizam um teste critério, que visa avaliar o quanto os participantes se recordam do material previamente estudado. Diz-se que o efeito de testagem ocorreu quando o grupo testagem se recorda de mais itens do material previamente estudado do que o grupo reestudo (em delineamentos entressujeitos), ou quando os participantes se recordam de mais itens que estudaram por meio de testagem do que de itens que estudaram por meio de testagem (em delineamentos intrassujeitos).

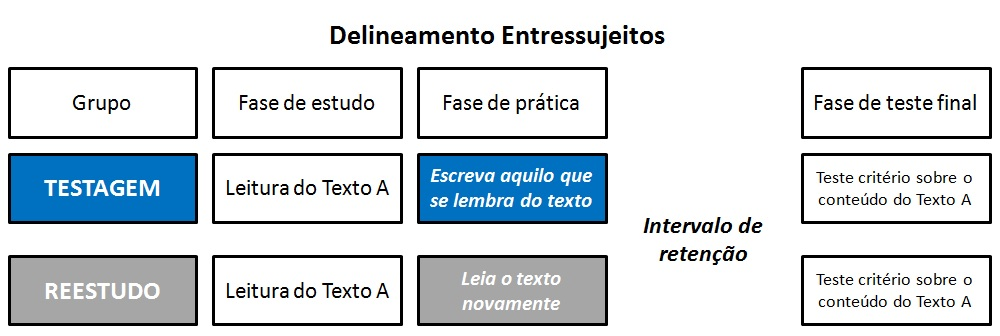
Representação esquemática do procedimento usado em experimentos sobre o efeito de testagem. Os participantes são tratados igualmente nas fases de estudo e de teste final. No entanto, na fase de prática, metade dos participantes reestuda o material, enquanto a outra metade se engaja prática de recuperação, por meio de algum teste criado pelo experimentador. O achado típico nesses estudos, ao qual se dá o nome de efeito de testagem, é que o grupo que foi testado na fase de prática tende a lembrar uma maior quantidade de informações no teste critério do que o grupo que reestudou o material na fase de prática.

## Evidência empírica
Os primeiros estudos empíricos documentados sobre o efeito de testagem ocorreram em 1909, na monografia de Edwina E. Abbott e em 1917, em um estudo com crianças conduzido por Arthur I. Gates. Em um experimento, Carrier e Pashler (1992) mostraram que a prática de se testar não só fornece uma oportunidade a mais de estudo, mas também produz melhores resultados do que outras formas de estudo. No experimento deles, os aprendizes que foram testados durante a fase de prática se lembraram de mais informações do que os aprendizes que gastaram esse mesmo período de tempo de estudo relendo as informações. O artigo resume os achados da seguinte maneira:
No método de tentativa de estudo puro (condição E), ambos os itens de um par foram simultaneamente apresentados para estudo. No método de tentativa de teste/tentativa de estudo (condição TE), os participantes tentaram recuperar o termo de resposta durante um período em que somente o termo de estímulo estava presente (e o termo de resposta do par foi apresentado após um atraso de 5 s). A retenção final dos itens alvos foi testada com testes de recordação com pistas. No Experimento 1, houve uma vantagem significativa no teste critério para os pares compostos por sílabas sem sentido e números na condição TE, quando comparada à condição E. No Experimento 2, o mesmo resultado foi obtido com pares de palavras esquimó–inglês. Esses benefícios da condição TE não foi aparentemente diferente para um teste critério que ocorreu após 5 minutos ou após 24 horas. Os Experimentos 3 e 4 descartaram duas explicações alternativas da vantagem da condição TE observada nos Experimentos 1 e 2. Uma vez que se engajar em prática de recuperação (condição TE) levou a um melhor desempenho do que realizar um estudo puro (condição E), os resultados rejeitam a hipótese de que uma recuperação bem sucedida é benéfica somente na medida em que ela fornece outra experiência de estudo.
O estudo de Carrier e Pashler (1992) não mostrou uma grande vantagem da testagem sobre o reestudo (reler o conteúdo), mas direcionou o caminho para inúmeros estudos que mostram que estudar via testagem é mais vantajoso. Os resultados de um estudo de 2008, conduzido por Pooja K. Agarwal e colegas, mostrou que a dificuldade desejável de estes com consulta e sem consulta melhoram mais a aprendizagem do que reestudar ou ser testado sem receber feedback. Adicionalmente, um estudo clássico envolvendo passagens de textos com informações factuais, conduzido por Henry L. Roediger e Jeffrey D. Karpicke, mostrou que participantes em uma condição de testagem repetida recordaram muito mais que estudantes em uma condição de reestudo repetido após 1 semana (61% vs. 40%). Mais impressionante, vale notar que, antes do teste critério após 1 semana, os participantes da condição de reestudo repetido leram as passagens de texto, em média, 14,2 vezes, enquanto os participantes do grupo de testagem repetida leram as passagens de texto, em média, apenas 3,4 vezes. Além disso, os participantes do grupo testagem repetida não receberam feedback após suas tentativas de recordação das informações, ainda na fase de prática. Esses achados mostram o poder da testagem para melhorar a retenção subsequente do material praticado.

## Pré-condições para medir o efeito de testagem

### Sucesso de recuperação
Para que haja o efeito de testagem, as tentativas de recuperação devem ter sucesso moderado ou alto. Se as tentativas forem muito difíceis a ponto de nenhum item ser recuperado com sucesso, então ocorrerá pouca ou nenhuma aprendizagem. Contudo, dar a resposta correta ao aprendiz como forma de feedback pode amenizar os efeitos negativos de uma falha de recuperação ou de uma recuperação incorreta. Por exemplo, ao ser exposto à questão "Qual o nome da protagonista do livro Dom Casmurro, de Machado de Assis?", caso o aprendiz falhe em recuperar a resposta correta (Capitu), o pesquisador ou instrutor poderia fornecer a resposta correta, de modo a permitir que o aprendiz seja exposto à informação correta.
Contudo, novos estudos mostram que mesmo que o sujeito recorde de forma incorreta, pode haver o efeito do teste (ver Kornell et al, 2015).

### Intervalo entre a testagem e o teste critério
Frequentemente, os benefícios da testagem são visíveis apenas após um intervalo de retenção substancial, mas não necessariamente logo após o término do período de prática. Quando o teste critério que avalia o desempenho dos aprendizes ocorre logo após o término da fase de prática, é comum que se observe uma vantagem de reestudar o material, isto é, o desempenho tende a ser maior para quem reestudou o material, em comparação a quem se engajou em prática de recuperação. Contudo, há quem argumente que, em várias situações, essa vantagem do reestudo em testes critério após um curto intervalo de retenção é um artefato de um baixo sucesso de recuperação inicial na fase de prática.

### Dificuldade de recuperação
De acordo com a hipótese de esforço de recuperação, "tentativas de recuperação difíceis e bem sucedidas são melhores para a memória do que tentativas de recuperação fáceis e bem sucedidas". Por exemplo, Pyc e Rawson mostraram que a testagem repetida é mais benéfica para a aprendizagem se os intervalos entre as repetições são mais longos—e, portanto, mais difíceis—do que quando os intervalos são mais curtos—e, portanto, mais fáceis. Esse achado está  relacionado à teoria de que certas condições que fazem a aprendizagem ser com mais esforço são mais benéficas—ideia conhecida como dificuldades desejáveis. Outro achado mostrou que pistas de recuperação mais fracas (por exemplo, _ _ v _ _, para nuvem) serão mais benéficas para a recordação futura se comparadas a pistas de recuperação mais fortes (por exemplo, n _ v e m, para nuvem). Em um estudo similar, pistas mais fortes se mostraram mais vantajosas para a recordação inicial, mas diminuíram a probabilidade de ativação de informações elaborativas que poderiam, posteriormente, vir a ser benéficas para a retenção. Por outro lado, pistas mais fracas foram melhores em permitir que a informação a ser lembrada fosse retida ao longo do tempo, melhorando a memória de longo prazo dessa informação.

## Explicações teóricas do efeito de testagem

### Transferência apropriada do processamento
A transferência apropriada do processamento consiste na ideia de que o desempenho de recordação depende do grau em que existe similaridade nas condições de testagem inicial, na fase de prática, e do teste critério, na fase de teste final. Inicialmente proposta como alternativa para explicar o então chamado efeito de níveis de processamento, a noção de transferência apropriada do processamento foi recentemente retomada para explicar o efeito de testagem: as operações cognitivas envolvidas durante as fases de prática e de teste final seriam mais parecidas na condição de testagem do que na condição de reestudo; logo, o efeito de testagem seria explicado pelo grau de similaridade entre aquilo que o aprendiz deve fazer nas duas fases do estudo. Uma predição óbvia derivada da ideia de transferência apropriada do processamento é que a prática de recuperação produzirá maiores ganhos de aprendizagem quando o formato do teste usado na fase de prática tiver uma correspondência com o teste critério usado na fase de teste final. No entanto, há estudos mostrando resultados que refutam essa predição da transferência apropriada do processamento.

### Hipótese da recuperação elaborativa
A hipótese da recuperação elaborativa propõe que, quando o aprendiz tenta recuperar a informação durante a testagem, outras informações relacionadas são ativadas e podem, posteriormente, servir de rotas alternativas para a informação correta. Por exemplo, enquanto aprende que vergonha tem como sinônimo a palavra opróbrio, o aprendiz pode, em uma oportunidade de prática de recuperação, ativar informações relacionadas à pista vergonha, tais como vexame, desonra pública, ignomínia que, em última análise, podem servir de rotas alternativas para a recuperação da palavra-alvo opróbrio.

## Aplicações
Para uma versão de possíveis aplicações e para saber mais sobre efeito do teste, ver o material em português (Ekuni e Pompéia, 2015).